# Kutara sinensis
Kutara sinensis är en insektsart som beskrevs av Walker 1851. Kutara sinensis ingår i släktet Kutara och familjen dvärgstritar. Inga underarter finns listade i Catalogue of Life.